# Ясиноватский район
Ясинова́тский райо́н (укр. Ясинува́тський райо́н) — упразднённое административно-территориальное образование в центре Донецкой области Украины, севернее Донецка, население — 26 165 чел., площадь — 809,21 км².
Образован в 1965 году. 17 июля 2020 года в рамках изменений районов во всех областях и в Автономной Республике Крым территория Ясиноватского района была присоединена к Покровскому району.

## Население
Численность населения — 26 165 чел., городское население: 8010 человек, сельское население: 18 952 человека. (На 2019 год) Данные переписи населения 2001 года:
| N | Национальность | Количество | Уд. вес (%) |
| - | -------------- | ---------- | ----------- |
| 1 | Украинцы       | 21009      | 69,28       |
| 2 | Русские        | 8295       | 27,35       |
| 3 | Белорусы       | 300        | 0,99        |
|   | Всего          | 30326      | 100,00      |

## Населённые пункты
Центр — город Ясиноватая (не входит в состав района). В составе 4 пгт (Верхнеторецкое, Желанное, Керамик, Очеретино), 3 поссовета 9 сельсоветов, 47 населённых пунктов.

## Экономика
16 промышленных предприятий, 10 стройорганизаций, 18 сельскохозяйственных предприятий, 22 фермерских хозяйств , 3 сельскохозяйственные станции. Добыча кварцевых песков. Племенное скотоводческое хозяйство «Племзавод „Большевик“» (пгт. Желанное) и «Племзавод» (посёлок Пески).

## Социальная сфера
34 школ, 3 ДК, 50 библиотек, 3 музыкальные школы. В п. Пески находится Донецкий Институт Агропромышленного производства (ДИАПП).

## Природа
Охраняемые природные территории:
- Балка Водяная
- Балка Сухая
- Истоки Кальмиуса